# Laguna de la Barrera
El parque forestal de la laguna de la Barrera, también conocido como laguna de María Eugenia Candau Rámila, es una laguna artificial situada en el distrito Teatinos-Universidad de la ciudad de Málaga (España), junto a una de las tres generadoras eléctricas de la ciudad. Concretamente se ubica dentro de los límites del barrio de El Tejar, cerca de la Colonia Santa Inés y El Atabal. Cuenta con zonas verdes y senderos en su entorno y tiene una dimensión de 14 850 metros cúbicos.
Fue creada por la depresión causada por la extracción de arcilla para la fabricación de ladrillos, muy posteriormente a la ubicación de colonos en la Colonia Santa Inés, colonos que se dedicaban al trabajo de las fábricas de ladrillo.
La laguna de la Barrera es considerada una de las únicas lagunas urbanas de la comunidad, destacando su gran contenido de especies vegetales y animales.

## Biodiversidad
Hasta una profundidad de tres metros, en zonas donde el fango permite la creación de microecosistemas, las aguas superficiales, bien dotadas de luz, calor, oxígeno y elementos nutritivos, suelen presentar una gran riqueza de plancton, mientras que en las aguas profundas predominan las bacterias. Las zonas litorales presentan vegetación sumergida o semisumergida. En lo que respecta a la fauna, esta se adapta, en general, a las condiciones climáticas, la salinidad y las corrientes. Son comunes las repoblaciones de fauna por parte del Ayuntamiento a base de aves autóctonas.
El parque destaca por su vegetación ribereña y animales como el camaleón, la salamanquesa, conejos, patos, tortugas, carpas...

## Características
Son características preponderantes en la laguna de la Barrera tanto sus fallas sedimentarias como sus altos volúmenes de barro y fango a consecuencia de las explotaciones constantes de arcilla que tuvieron lugar en la zona desde 1976; los fangos primarios proceden de la decantación directa del agua bruta, mientras que los secundarios proceden de la sedimentación producida por la continua explotación a la que se vio acontecida La Barrera, compuesto en gran parte por células depuradoras que producen una solidez parcial muy notoria en el suelo de la laguna de la Barrera, el cual ha producido acontecimientos trágicos si bien solo costó una vida el 21 de marzo de 1985 a un joven de 16 años tras introducirse dentro del lodo de la Laguna. 